# Стрептавидин
Стрептавидин /ˌstrɛpˈtævɪdɪn/ представляет собой белок массой 66,0 (тетрамер) кДа, очищенный из бактерии Streptomyces avidinii. Гомотетрамеры стрептавидина обладают чрезвычайно высоким сродством к биотину (также известному как витамин B7 или витамин H). При константе диссоциации (Kd) порядка ≈10-14 моль/л связывание биотина со стрептавидином является одним из самых сильных нековалентных взаимодействий, известных в природе. Стрептавидин широко используется в молекулярной биологии и бионанотехнологии из-за устойчивости стрептавидин-биотинового комплекса к органическим растворителям, денатурантам (например, хлориду гуанидиния), детергентам (например, SDS, Triton X-100), протеолитическим ферментам и экстремальным значениям температуры и pH.

## Структура

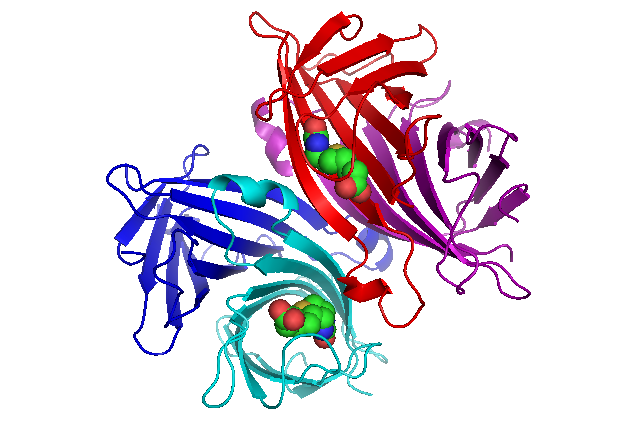
Тетрамерная структура стрептавидина с 2 связанными биотинами

Кристаллическая структура стрептавидина, связанного с биотином, была описана двумя группами в 1989 году. Структура была решена с помощью многоволновой аномальной дифракции Hendrickson et al. в Колумбийском университете и с использованием множественной изоморфной замены Weber et al. в Центральном отделе исследований и разработок EI DuPont. По состоянию на сентябрь 2017 года в Protein Data Bank депонирована 171 структура. Полный список смотрите по этой ссылке. N- и C-концы полноразмерного белка из 159 остатков подвергаются процессингу с образованием более короткого «сердцевинного» стрептавидина, обычно состоящего из остатков 13-139; удаление N- и C-концов необходимо для достижения наивысшей аффинности связывания биотина. Вторичная структура мономера стрептавидина состоит из восьми антипараллельных β-цепей, которые складываются, образуя антипараллельную β-бочкообразную третичную структуру. Сайт связывания биотина расположен на одном конце каждого β-ствола. Четыре идентичных мономера стрептавидина (то есть четыре идентичных β-ствола) связываются, образуя тетрамерную четвертичную структуру стрептавидина. Сайт связывания биотина в каждом стволе состоит из остатков из внутренней части ствола вместе с консервативным Trp120 из соседней субъединицы. Таким образом, каждая субъединица вносит свой вклад в сайт связывания соседней субъединицы, и поэтому тетрамер также можно рассматривать как димер функциональных димеров.

## Истоки высокого сродства
Многочисленные кристаллические структуры стрептавидин-биотинового комплекса пролили свет на происхождение замечательного сродства. Во-первых, между связывающим карманом и биотином существует высокая комплементарность по форме. Во-вторых, существует разветвленная сеть водородных связей, образующихся с биотином в месте связывания. Существует восемь водородных связей непосредственно с остатками в сайте связывания (так называемая «первая оболочка» водородных связей), включая остатки Asn23, Tyr43, Ser27, Ser45, Asn49, Ser88, Thr90 и Asp128. Существует также «вторая оболочка» водородных связей, включающая остатки, которые взаимодействуют с остатками первой оболочки. Однако сродство стрептавидина к биотину превышает сродство, которое можно было бы предсказать, исходя только из взаимодействий водородных связей, что указывает на другой механизм, способствующий высокому сродству. Биотин-связывающий карман является гидрофобным, и существуют многочисленные опосредованные Ван-дер-Ваальсом контакты и гидрофобные взаимодействия с биотином, когда он находится в кармане, что, как считается, также объясняет высокое сродство. В частности, карман выстлан законсервированными остатками триптофана. Наконец, связывание биотина сопровождается стабилизацией гибкой петли, соединяющей β-цепи 3 и 4 (L3/4), которая закрывается над связанным биотином, действуя как «крышка» над связывающим карманом и способствуя чрезвычайно медленному высвобождению биотина.
Большинство попыток мутировать стрептавидин приводят к снижению аффинности связывания биотина, чего и следовало ожидать в такой оптимизированной системе. Однако было обнаружено, что недавно созданный мутант стрептавидина, названный траптавидином, диссоциирует биотин более чем в десять раз медленнее, в дополнение к более высокой термической и механической стабильности. Это снижение скорости диссоциации сопровождалось двукратным снижением скорости ассоциации.
Сродство к биотин-связыванию может быть нарушено химическим мечением стрептавидина, например, амино-реактивными флуорофорами; флавидин представляет собой мутант стрептавидина без боковых цепей лизина, который сохраняет хорошие характеристики связывания биотина после такого мечения флуоресцентным красителем, когда краситель соединяется с амино-концом.

## Использование в биотехнологии
Среди наиболее распространенных применений стрептавидина — очистка или обнаружение различных биомолекул. Сильное взаимодействие стрептавидина и биотина можно использовать для прикрепления различных биомолекул друг к другу или к твердой подложке. Жесткие условия необходимы для нарушения взаимодействия стрептавидин-биотин, которое часто денатурирует очищаемый интересующий белок. Однако было показано, что короткая инкубация в воде выше 70 °C обратимо нарушит взаимодействие (по крайней мере, для биотинилированной ДНК) без денатурации стрептавидина, что позволит повторно использовать твердую подложку стрептавидина. Ещё одним применением стрептавидина является очистка и обнаружение белков, генетически модифицированных пептидом Strep-tag . Стрептавидин широко используется в Вестерн-блоттинге и иммуноанализах, конъюгированных с некоторыми репортерными молекулами, такими как пероксидаза хрена. Стрептавидин также использовался в развивающейся области нанобиотехнологии, при использовании биологических молекул, таких как белки или липиды, для создания наноразмерных устройств/структур. В этом контексте стрептавидин можно использовать в качестве строительного блока для связывания биотинилированных молекул ДНК с целью создания каркасов из одностенных углеродных нанотрубок или даже сложных полиэдров ДНК. Тетрамерный стрептавидин также использовался в качестве центра, вокруг которого могут располагаться другие белки либо с помощью аффинной метки, такой как Strep-tag или AviTag, либо путем генетического слияния с SpyTag. Слияние со SpyTag позволило создать сборки с 8 или 20 субъединицами стрептавидина. Наряду с зондом молекулярной силы для исследований с помощью атомно-силовой микроскопии также были созданы новые материалы, такие как трехмерные кристаллические решетки. Стрептавидин имеет слабокислотную изоэлектрическую точку (pI) ~ 5, но также коммерчески доступна рекомбинантная форма стрептавидина с почти нейтральным pI.
Претаргетная иммунотерапия
Предварительно направленная иммунотерапия использует стрептавидин, конъюгированный с моноклональным антителом против антигенов, специфичных для раковых клеток, с последующей инъекцией биотина, меченного радиоактивным изотопом, для доставки излучения только к раковой клетке. Первоначальные препятствия включают насыщение участков связывания биотина на стрептавидине эндогенным биотином вместо введенного биотина, меченного радиоактивным изотопом, и высокую степень радиоактивного воздействия на почки из-за сильных адсорбционных свойств стрептавидина на клетках. В настоящее время считается, что этот высокий уровень связывания с прикрепленными типами клеток, такими как активированные тромбоциты и меланомы, является результатом связывания интегрина, опосредованного последовательностью RYD в стрептавидине.

## Варианты с контролируемым количеством сайтов связывания
Моновалентный против мономерного

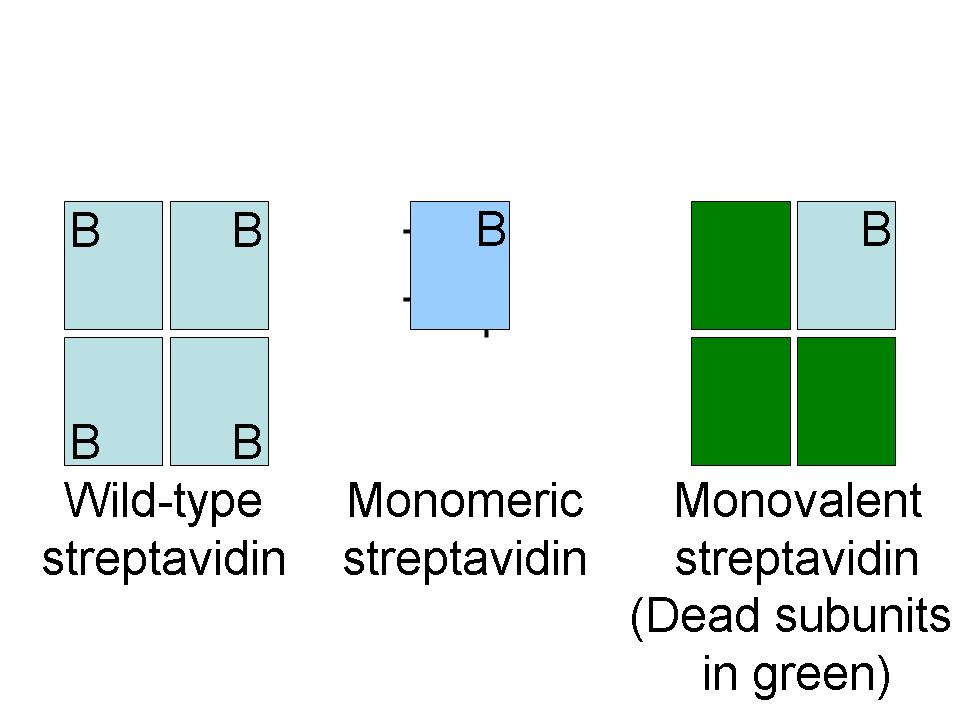
Схема сравнения моновалентного и мономерного стрептавидина

Стрептавидин представляет собой тетрамер, и каждая субъединица связывает биотин с одинаковым сродством. Мультивалентность является преимуществом в таких приложениях, как окрашивание тетрамера MHC, где эффекты авидности улучшают способность молекул MHC, присоединенных к стрептавидину, обнаруживать специфические Т-клетки. В других случаях, таких как использование стрептавидина для визуализации специфических белков на клетках, поливалентность может нарушить функцию интересующего белка. Моновалентный стрептавидин представляет собой сконструированную рекомбинантную форму стрептавидина, который представляет собой тетрамер, но только один из четырёх сайтов связывания является функциональным. Этот единственный сайт связывания имеет аффинность 10−14 моль/л и не может вызывать перекрестное связывание. Применения моновалентного стрептавидина включали флуоресцентное отслеживание рецепторов клеточной поверхности, украшение оригами ДНК и действие в качестве указателя для определения конкретных областей для криоэлектронной микроскопии.
Мономерный стрептавидин представляет собой рекомбинантную форму стрептавидина с мутациями, позволяющими расщепить тетрамер на мономер и повысить растворимость полученной выделенной субъединицы. Мономерные версии стрептавидина имеют сродство к биотину 10−7 моль/л 10−8 моль/л и поэтому не идеальны для мечения, но полезны для очистки, где желательна обратимость.
Двухвалентный

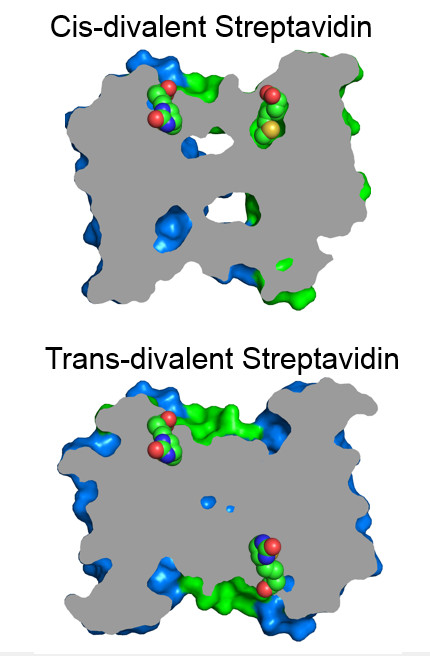
Срез белка, сравнивающий ориентацию биотина в цис-двухвалентном и транс-двухвалентном стрептавидине

Стрептавидин с точно двумя сайтами связывания биотина на тетрамер может быть получен путем смешивания субъединиц с функциональным сайтом связывания биотина и без него и очистки с помощью ионообменной хроматографии. Функциональные сайты связывания здесь имеют такую же стабильность связывания биотина, как и стрептавидин дикого типа. Двухвалентный стрептавидин с двумя сайтами связывания биотина вместе (цис-двухвалентный) или раздельно (транс-двухвалентный) может быть очищен отдельно.
Трехвалентный
Стрептавидин с точно тремя сайтами связывания биотина на тетрамер также может быть получен с использованием того же принципа, что и для получения двухвалентных стрептавидинов.
Стрептавидины высокой валентности
Стрептавидины более высокой валентности были получены путем использования химии конъюгации изопептидной связи с использованием технологии SpyTag/SpyCatcher. Это предполагает наличие тетрамера стрептавидина с тремя сайтами связывания биотина и мертвого стрептавидина, слитого либо с SpyTag, либо со SpyCatcher. Когда разные тетрамеры смешиваются вместе, возникает ковалентная связь, обеспечивающая большее количество сайтов связывания биотина. С помощью этого метода было создано шесть и двенадцать сайтов связывания биотина на молекулу.

## Сравнение с авидином
Стрептавидин — не единственный белок, способный связываться с биотином с высокой аффинностью. Авидин является другим наиболее известным биотинсвязывающим белком. Первоначально выделенный из яичного желтка, авидин имеет только 30 % идентичность последовательности со стрептавидином, но почти идентичную вторичную, третичную и четвертичную структуру. Авидин имеет более высокое сродство к биотину (Kd ~ 10−15 М), но в отличие от стрептавидина, авидин гликозилирован, положительно заряжен, обладает псевдокаталитической активностью (авидин может усиливать щелочной гидролиз сложноэфирной связи между биотином и нитрофенилом). группа) и имеет более высокую склонность к агрегации. С другой стороны, стрептавидин является лучшим связующим для конъюгата биотина; авидин имеет более низкую аффинность связывания, чем стрептавидин, когда биотин конъюгирован с другой молекулой, несмотря на то, что авидин имеет более высокую аффинность к свободному, неконъюгированному биотину. Поскольку стрептавидин не имеет какой-либо углеводной модификации и имеет почти нейтральный pI, его преимущество заключается в гораздо более низком неспецифическом связывании, чем у авидина. Дегликозилированный авидин (NeutrAvidin) более сопоставим по размеру, pI и неспецифическому связыванию со стрептавидином.

## Использованная литература
1. ↑  Avidin. Advances in Protein Chemistry. 29: 85–133. 1975. doi:10.1016/s0065-3233(08)60411-8. ISBN 9780120342297. PMID 237414.
2. ↑  Crystal structure of core streptavidin determined from multiwavelength anomalous diffraction of synchrotron radiation. Proceedings of the National Academy of Sciences of the United States of America. 86 (7): 2190–4. April 1989. doi:10.1073/pnas.86.7.2190. PMID 2928324.
3. ↑  Structural origins of high-affinity biotin binding to streptavidin. Science. 243 (4887): 85–8. January 1989. doi:10.1126/science.2911722. PMID 2911722.
4. ↑  The origins of femtomolar protein-ligand binding: hydrogen-bond cooperativity and desolvation energetics in the biotin-(strept)avidin binding site. Journal of the American Chemical Society. 129 (17): 5419–29. May 2007. doi:10.1021/ja066950n. PMID 17417839.
5. ↑  A streptavidin variant with slower biotin dissociation and increased mechanostability. Nature Methods. 7 (5): 391–3. May 2010. doi:10.1038/nmeth.1450. PMID 20383133.
6. ↑  Amine Landscaping to Maximize Protein-Dye Fluorescence and Ultrastable Protein-Ligand Interaction. Cell Chemical Biology. 24 (8): 1040—1047.e4. August 2017. doi:10.1016/j.chembiol.2017.06.015. PMID 28757182.
7. ↑  The biotin-streptavidin interaction can be reversibly broken using water at elevated temperatures. Electrophoresis. 26 (3): 501–10. February 2005. doi:10.1002/elps.200410070. PMID 15690449.
8. ↑  Biomolecule-directed assembly of self-supported, nanoporous, conductive, and luminescent single-walled carbon nanotube scaffolds. Small. 8 (12): 1840–5. June 2012. doi:10.1002/smll.201102536. PMID 22461319.
9. ↑  DNA-directed three-dimensional protein organization. Angewandte Chemie. 51 (14): 3382–5. April 2012. doi:10.1002/anie.201108710. PMID 22374892.
10. ↑  SpyAvidin hubs enable precise and ultrastable orthogonal nanoassembly. Journal of the American Chemical Society. 136 (35): 12355–63. September 2014. doi:10.1021/ja505584f. PMID 25111182.
11. ↑  A nanoscale force probe for gauging intermolecular interactions. Angewandte Chemie. 51 (8): 1903–6. February 2012. doi:10.1002/anie.201107210. PMID 22253141.
12. ↑  Generation of protein lattices by fusing proteins with matching rotational symmetry. Nature Nanotechnology. 6 (9): 558–62. July 2011. doi:10.1038/nnano.2011.122. PMID 21804552.
13. ↑  Cell-adhesive properties of streptavidin are mediated by the exposure of an RGD-like RYD site. European Journal of Cell Biology. 58 (2): 271–9. August 1992. PMID 1425765.
14. ↑  MHC/peptide tetramer-based studies of T cell function. Journal of Immunological Methods. 268 (1): 21–8. October 2002. doi:10.1016/S0022-1759(02)00196-5. PMID 12213339.
15. ↑  A monovalent streptavidin with a single femtomolar biotin binding site. Nature Methods. 3 (4): 267–73. April 2006. doi:10.1038/nmeth861. PMID 16554831.
16. ↑  Engineering soluble monomeric streptavidin with reversible biotin binding capability. The Journal of Biological Chemistry. 280 (24): 23225–31. June 2005. doi:10.1074/jbc.M501733200. PMID 15840576.{{cite journal}}:  Википедия:Обслуживание CS1 (не помеченный открытым DOI) (ссылка)
17. ↑  Engineered streptavidin monomer and dimer with improved stability and function. Biochemistry. 50 (40): 8682–91. October 2011. doi:10.1021/bi2010366. PMID 21892837.
18. ↑  Plug-and-play pairing via defined divalent streptavidins. Journal of Molecular Biology. 426 (1): 199–214. January 2014. doi:10.1016/j.jmb.2013.09.016. PMID 24056174.
19. ↑  Dubacheva, Galina V. (2017-03-09). Controlling Multivalent Binding through Surface Chemistry: Model Study on Streptavidin. Journal of the American Chemical Society. 139 (11): 4157–4167. doi:10.1021/jacs.7b00540. PMID 28234007.
20. ↑  Fairhead, Michael (2014-08-21). SpyAvidin Hubs Enable Precise and Ultrastable Orthogonal Nanoassembly. Journal of the American Chemical Society. 136 (35): 12355–12363. doi:10.1021/ja505584f. PMID 25111182.

## Дальнейшее чтение
- Hutchens TW, Porath JO (September 1987). Protein recognition of immobilized ligands: promotion of selective adsorption. Clinical Chemistry. 33 (9): 1502–8. doi:10.1093/clinchem/33.9.1502. PMID 3621554.
- Chodosh, Lewis A. Purification of DNA-Binding Proteins Using Biotin/Streptavidin Affinity Systems // Current Protocols in Protein Science / Lewis A. Chodosh, Stephen Buratowski. — 2001. — Vol. Chapter 9. — P. 9.7.1–9.7.13. — ISBN 978-0-471-14086-3. — doi:10.1002/0471140864.ps0907s12.
- Zimmermann RM, Cox EC (February 1994). DNA stretching on functionalized gold surfaces. Nucleic Acids Research. 22 (3): 492–7. doi:10.1093/nar/22.3.492. PMC 523609. PMID 8127690.